# Hwaseong-myeon
Hwaseong-myeon (koreanska: 화성면) är en socken i Sydkorea.  Den ligger i kommunen Cheongyang-gun i provinsen Södra Chungcheong, i den centrala delen av landet, 130 km söder om huvudstaden Seoul.